# Fido
Fido (2006) este un film canadian de comedie cu zombi regizat de Andrew Currie după un scenariu realizat de Robert Chomiak, Currie și Dennis Heaton pe baza unei povestiri de Heaton. A fost produs de Lions Gate Entertainment, Anagram Pictures, British Columbia Film Commission și Téléfilm Canada.

## Povestea
Filmul are loc în anii 1950 într-un univers alternativ în care o radiație cosmică a transformat toți morții în zombi. Efectele radiației sunt permanente, orice om care moare este transformat imediat în zombi fără a fi mușcat. În cele din urmă are loc ultimul război al omenirii, cel cu zombi, iar după ce oamenii câștigă se fondează o corporație guvernamentală numită Zomcon care transformă zombii sălbatici și mâncători de carne de om în zombi sclavi, comandați printr-o zgardă de la gât cu telecomandă.

## Distribuția
- K'Sun Ray este Timmy Mut
- Billy Connolly este Fido
- Carrie-Anne Moss este Helen Robinson
- Dylan Baker este Bill Robinson
- Tim Blake Nelson este Mr. Theopolis
- Henry Czerny este Jonathan Bottoms
- Sonja Bennett este Tammy
- Alexia Fast este Cindy Bottoms
- Aaron Brown este Roy Fraser
- Brandon Olds este Stan Fraser
- Jennifer Clement este Dee Dee Bottoms
- Rob LaBelle este Frank Murphy
- Tiffany Lyndall-Knight este Miss Mills
- Mary Black este Mrs. Henderson